# Giennadij Krasnicki
Giennadij Aleksandrowicz Krasnicki, ros. Геннадий Александрович Красницкий (ur. 24 sierpnia 1950 w Taszkencie, Uzbecka SRR, ZSRR, zm. 12 czerwca 1988 w Kurgonteppie, Tadżycka SRR, ZSRR) – uzbecki piłkarz pochodzenia rosyjskiego, grający na pozycji napastnika, reprezentant ZSRR, trener piłkarski.

## Kariera piłkarska

### Kariera klubowa
W 1960 debiutował w podstawowym składzie Paxtakora Taszkent. Władał bardzo mocnym uderzeniem. Pełnił funkcje kapitana drużyny. Po sezonie 1970 zakończył swoją karierę piłkarską.

### Kariera reprezentacyjna
21 maja 1961 zadebiutował w reprezentacji Związku Radzieckiego w meczu z Polską przegranym 0:1. Ogółem rozegrał 3 gry reprezentacyjne, w którym strzelił 1 gola.

## Kariera trenerska
Po zakończeniu kariery piłkarskiej rozpoczął pracę trenerską. W 1970 prowadził Traktor Taszkent, a potem pomagał trenować kluby Paxtakor Taszkent, FK Yangiyer i Traktor Taszkent. W 1976 pracował na stanowisku głównego trenera w Paxtakorze Taszkent, a w 1977 w Yangiyer FK. W latach 1984–1985 kierował drużyną Zwiezda Dżyzak. W latach 1986–1987 – naczelnik Wydziału Piłki Nożnej Związków Zawodowych Uzbeckiej SRR. Krasnicki próbował zmienić swoją sytuację, ale przełożeni odmówili zwiększenia jego pensji i awansu. Został przeniesiony do stanowisko sędzi inspektora meczów mistrzostw Uzbekistanu. 12 czerwca 1988, przebywając w Kurgonteppie jako inspektor meczu, popełnił samobójstwo skacząc z okna pokoju hotelowego.

## Sukcesy i odznaczenia

### Sukcesy indywidualne
- najlepszy strzelec klubu Paxtakor Taszkent w Mistrzostwach ZSRR: 102 goli
- członek Klubu Grigorija Fiedotowa: 112 goli

### Odznaczenia
- tytuł Mistrza Sportu: 1961
- Medal Szuchrat: 25 maja 2006